# Mytob (червь)
Червь Mytob — компьютерный вирус, интернет-червь, обнаруженный в сети 26 февраля 2005 года.

## Другие названия
| Net-Worm.Win32.E77.a | «Лаборатория Касперского» |
| W32/Mydoom.bg@MM     | McAfee                    |
| W32.Mytob@mm         | Symantec                  |
| Win32.HLLM.MyDoom.19 | Doctor Web                |
| W32/Mytob-A          | Sophos                    |
| Win32/Mydoom.BG@mm   | RAV                       |
| WORM_MYTOB.E         | Trend Micro               |
| Worm/Zusha.A         | H+BEDV                    |
| W32/Mytob.B@mm       | FRISK                     |
| I-Worm/Mytob.A       | Grisoft                   |
| Win32.Worm.Mytob.A   | SOFTWIN                   |
| Worm.Mytob.A         | ClamAV                    |
| W32/Mytob.A.worm     | Panda                     |
| Win32/Mytob.A        | Eset                      |

Существуют следующие модификации: .a, .be, .bi, .bk, .bt, .c, .cf, .ch, .dc, .h, .q, .r, .t, .u, .v, .w, .x, .y

## Технические детали
Является приложением Windows (PE EXE-файл), имеет размер около 43КБ (упакован FSG). Размер распакованного файла около 143КБ.
Вирус распространяется, используя уязвимость в сервисе LSASS Microsoft Windows (MS04-011), а также через интернет в виде вложений в зараженные электронные письма. Рассылается по всем найденным на зараженном компьютере адресам электронной почты.
Червь основан на исходных кодах Email-Worm.Win32.Mydoom, содержит в себе функцию бэкдора, принимающего команды по каналам IRC.
Net-Worm.Win32.Mytob.a открывает на зараженной машине TCP порт 6667 для соединения с IRC-каналами для приема команд. Это позволяет злоумышленнику через IRC-каналы иметь полный доступ к системе, получать информацию с зараженного компьютера, загружать любые файлы, запускать и удалять их. Помимо этого, он блокирует доступ к ресурсам антивирусных разработчиков.

### Инсталляция
После запуска червь копирует себя в системный каталог Windows под именем msnmsgr.exe:
%System%\msnmsgr.exe
Затем червь регистрирует этот файл в ключах автозапуска системного реестра:
```
[HKCU\Software\Microsoft\Windows\CurrentVersion\Run]
[HKLM\Software\Microsoft\Windows\CurrentVersion\Run]
[HKLM\Software\Microsoft\Windows\CurrentVersion\RunServices]
[HKCU\SYSTEM\CurrentControlSet\Control\Lsa]
[HKCU\Software\Microsoft\OLE]
"MSN"="msnmsgr.exe"
```

### Распространение через LSASS-уязвимость
Червь запускает процедуры выбора IP-адресов для атаки и отсылает на порт TCP 445 запрос. В случае если удаленный компьютер отвечает на соединение, то червь, используя уязвимость LSASS, запускает на удаленной машине свой код.